# 洗礼者聖ヨハネ (プレーティ)
『洗礼者聖ヨハネ』（せんれいしゃせいヨハネ、伊: San Giovanni Battista、英: Saint John the Baptist）は、イタリア・バロック期の画家マッティア・プレーティが1653-1656年にキャンバス上に油彩で制作した絵画である。現在、ナポリのカポディモンテ美術館に所蔵されている。
作品はプレーティの作品に典型的なポーズで洗礼者ヨハネを表しており、前面短縮法、キアロスクーロ、特にヨハネのマントに見られるいくつかの赤色の色調を用いている。プレーティはすでにモデナのサン・ビアージョ教会のルネット型フレスコ画で同様の画法を用いており、このフレスコ画の洗礼者ヨハネは本作の前例のように見える。この画法は、サンタ・マリア・アドッニ・ベーネ・デイ・セッテ・ドローリ教会のために制作された『聖セバスティアヌス』 (カポディモンテ美術館蔵) において頂点を極めることになった。

## 歴史

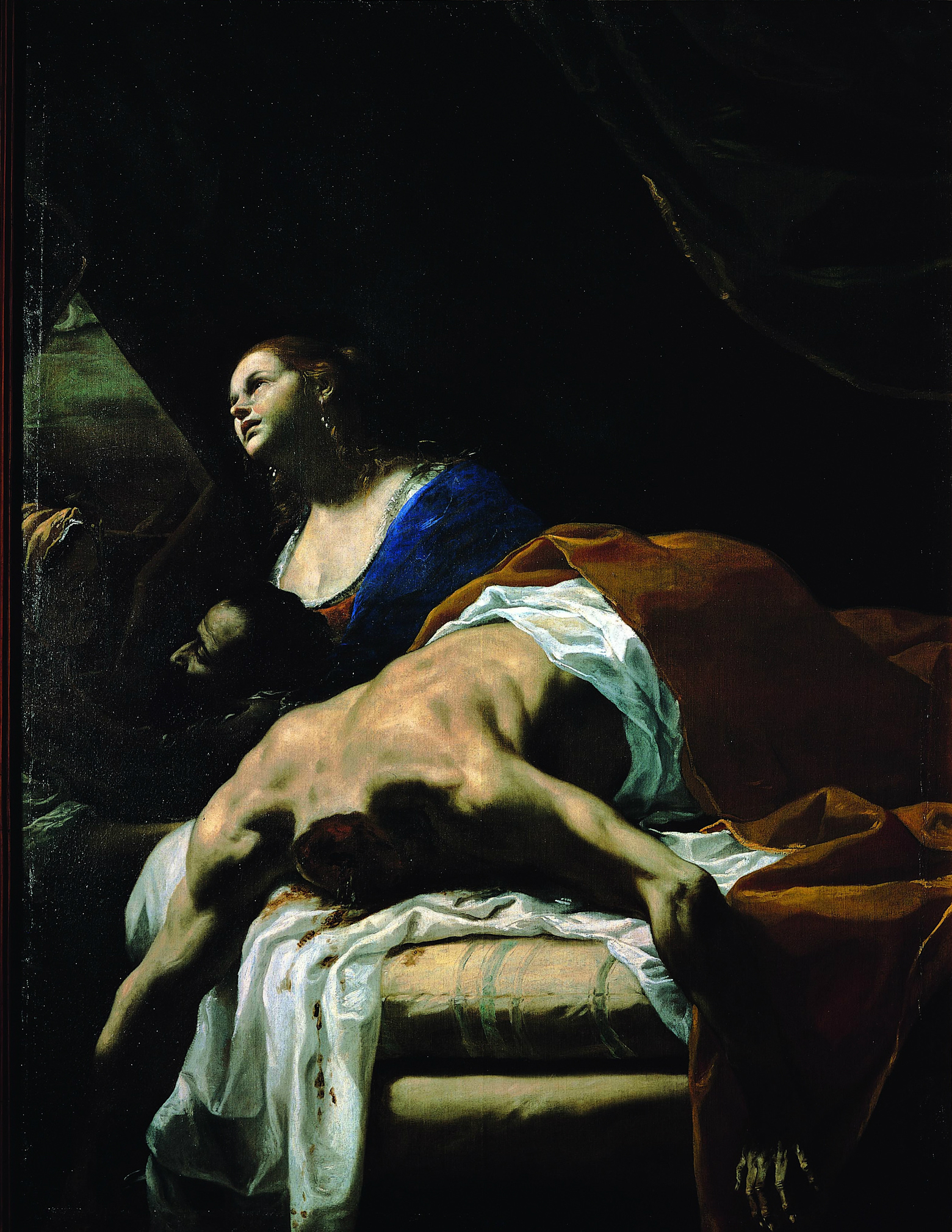
マッティア・プレーティ『ユディトとホロフェルネス』 (1653-1656年ごろ)、カポディモンテ美術館、ナポリ

この絵画の来歴はプレーティの『ユディトとホロフェルネス』 (カポディモンテ美術館) と同じである。絵画に関する最初の記録文書による言及はカラブリアの弁護士ドメニコ・ディ・ソンマの1659年の遺言でなされているが、主題を誤ってユディトとしている。その後、絵画は、ディ・ソンマと同郷のカラブリア出身の友人で協力者のアントニオ・ララッタに相続された。
ディ・ソンマとララッタはともに、数年前にプレーティがローマのサンタンドレア・デッラ・ヴァッレ教会の神父たちと争議があった際、プレーティの弁護士を務めていた。1685年のララッタの死に際し、本作と『ユディトとホロフェルネス』はナポリのカラブリア人社会の生活の中心であったサン・ドメニコ・ソリアーノ教会に移されたが、それはディ・ソンマの遺言に以前示された希望通りであった。両作品は、ディ・ソンマが埋葬された礼拝堂 (主祭壇の一番手前の右側) の2つの側壁に掛けられた。
1806年の教会と修道院の財産没収に伴い、本作と『ユディトとホロフェルネス』、そしてプレーティがナポリにやってきて最初に描いた、サン・ドメニコ・ソリアーノ教会内ガッロ＝コッシア礼拝堂用の絵画『聖ニコラウス』は接収され、パラッツォ・デッリ・ストゥーディ (現在のナポリ国立考古学博物館) のブルボン家のコレクションに移された。しかしながら、最初から美術館に掛けられた『聖ニコラウス』とは異なり、本作と『ユディトとホロフェルネス』は当初、収蔵庫に収められ、1870年になってようやく展示された。というのは、1839年に本作は支持体のキャンバスになされた修復作業を受けたからである。